# میتچل لاولوک-فی
میتچل لاولوک-فی (انگلیسی: Mitchell Lovelock-Fay؛ زادهٔ ۱۲ ژانویهٔ ۱۹۹۲) دوچرخه‌سوار اهل استرالیا است.
وی قهرمان تور دوچرخه‌سواری تایلند ۲۰۱۲ و قهرمان تور دوچرخه‌سواری ساوتلند ۲۰۱۳ شده است